# Lara Vieceli
Lara Vieceli, née le 16 juillet 1993 à Feltre, est une coureuse cycliste professionnelle italienne.

## Biographie
Elle grandit à Fonzaso. Elle étudie la mécanique à l'université de Pise.
En 2015, sur la dernière étape du Gracia Orlova, elle s'échappe à quatre kilomètres du but avec Élise Delzenne et termine deuxième.
En 2016, elle gagne le prologue du Tour de Bretagne en devançant Ann-Sophie Duyck et la Arlenis Sierra. Au Tour de l'Ardèche, elle se classe deuxième du contre-la-montre de la cinquième étape derrière Edwige Pitel.

## Palmarès sur route

### Par années
- 2015
  - 3e du Tour du Trentin
- 2016
  - Prologue du Tour de Bretagne

### Résultats sur les grands tours

#### Tour de France
1 participation
- 2023 : non-partante (2e étape)

### Classements mondiaux
| Année                                 | 2013 | 2014 | 2015 | 2016 | 2017 | 2018 | 2019 | 2020 | 2021 | 2022 |
| ------------------------------------- | ---- | ---- | ---- | ---- | ---- | ---- | ---- | ---- | ---- | ---- |
| Classement UCI                        | 358e | 595e | 120e | 155e | 237e | 254e | 325e | 581e | 758e | 255e |
| UCI World Tour                        |      |      |      | nc   | 193e | 115e | 131e | 175e | nc   | 126e |
|                                       |      |      |      |      |      |      |      |      |      |      |
| Légende : nc = non classéSource : UCI |      |      |      |      |      |      |      |      |      |      |